# Abatocera
Abatocera är ett släkte av skalbaggar som ingår i familjen långhorningar.

## Arter
- Abatocera arnaudi
- Abatocera irregularis
- Abatocera keyensis
- Abatocera leonina
- Abatocera subirregularis